# Kalister
Kalister je priimek več znanih Slovencev:
- Franc Kalister (1839—1901), poslovnež in mecen
- Janez Nepomuk Kalister (1806—1864), poslovnež in mecen
- Matija Kalister (1774—1828), knjižničar
- Viktor Kalister (1869—1948), gospodarstvenik